# Plano de negócios
Plano de negócios (do inglês Business Plan), também chamado plano empresarial, é um documento que especifica, em linguagem escrita, um negócio que se quer iniciar ou que já está iniciado. 
Geralmente é escrito por empreendedores, quando há intenção de se iniciar um negócio, mas também pode ser utilizado como ferramenta de marketing interno e gestão. Pode ser uma representação do modelo de negócios a ser seguido. Reúne informações tabulares e escritas de como o negócio é ou deverá ser.